# グングヌム
グングヌム（Gungunum）は、南部メソポタミアの都市国家ラルサの王。伝統的なラルサ王名表によると、彼はラルサの第5代王であり、彼自身の碑文によればサミウムの息子かつ前王ザバイアの兄弟である。彼の名前はアムル語であり、「保護」「防御」「庇護」などを意味する「gungun」という単語から来ている。
あまり重要性を持たない都市であったラルサ市は、グングヌム治世下にウル第三王朝滅亡（前2002年）後南部メソポタミアを支配したイシン市に対する力強い挑戦者となった。グングヌムの27年間の治世はまた、彼以前の王たちに比べ遥かに記録が残されており、彼の治世中の完全な年代順の年名のリスト、および4つの王碑文を参照することができる。これは彼以前の時代の年名についての記録がほぼ欠如していることとは対照的であり、このことによって彼の治世はラルサと周辺地域の歴史を理解するという意味において分水嶺となっている。
グングヌムはイシンの王リピト・イシュタル、およびウル・ニヌルタと同時代の人物である。

## 治世

### 治世初期とエラムに対する遠征

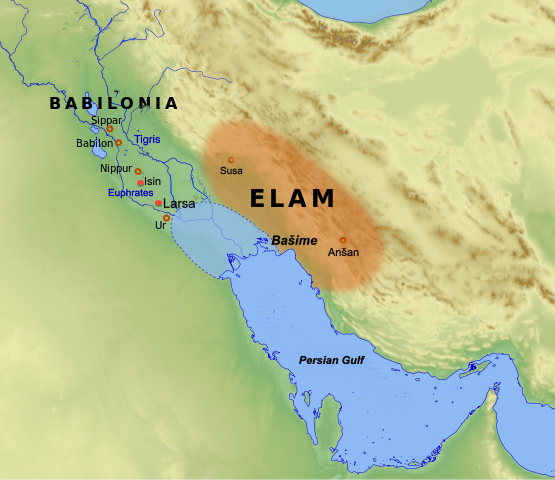
南部メソポタミアとエラムの地図

前1932年にグングヌムが彼の兄弟ザバイア（ザバヤ）から王位を継承した時、ラルサはメソポタミアの政治世界において小さな勢力に過ぎないと見られていた。しかし、グングヌムがこの地方に政治的な足跡を残すまで長い時間はかからなかった。グングヌムの年名は治世初期におけるエラムに対する2度の軍事遠征を記録している。最初の遠征は彼の治世第3年に行われ、エラムの一地方であるバシメを攻撃し破壊した。この地方は北は南部フーゼスターンから南はブーシェフルに至るペルシア湾の海岸地域に位置していたであろう。
グングヌムはこの勝利に続き、別の遠征を治世第5年に実施した。この時はエラム最大の都市の一つであり最も重要な都市の一つであったアンシャンを攻撃して破壊した。この出兵はグングヌムに莫大な富と偉大な政治的威信をもたらしたに違いない。そうでなければ、何が彼をこれらの東方のエラムへの遠征に駆り立てたのか説明不能である。一つの可能性は、アンシャンが45年前にイシン王イディン・ダガンの娘とアンシャンの支配者が結婚することで結ばれたことが知られているアンシャンとイシンの同盟を維持していた可能性である。この想定が事実である場合、グングヌムのエラム遠征は、イシンの地域的覇権に挑戦する前にラルサの東側面の安全を確保するための成功した試みであったと理解することができる。
グングヌムの2回のエラムに対する遠征に続く時代は比較的穏やかであったように思われる。彼のその後の4年間の年名は新しい大祭司の任命や、ラルサ市の都市神ウトゥ神の聖域への巨大な銅像の設置など、都市神ウトゥのための活動に捧げられている。

### ウル
イシンとの戦いにおけるグングヌムの最初の大きな成功は、彼がかつてのウル第三王朝の都ウルを征服したことである。この都市は前2002年にエラムからの侵略によって落城した直後からイシン王国の一部として支配下にあった。グングヌムによるウル市征服を直接記録している史料は見つかっていないが、ウルで発見された文書にある年名はこの都市の支配がイシンの手からラルサに移ったことを明確に示しており、イシン王リピト・イシュタルの臣下たちが突然グングヌムの臣下たちに道を譲っている。グングヌムがウルを制圧した正確な年を確定することはできないが、これまで発見されたグングヌムの年名が、それは彼の治世第7年か治世第10年、つまり前1926年か前1923年のことであることを示している。また、グングヌムの治世第10年からは年名がウルに直接言及するようになり、治世第10年から治世第14年の間の全ての年名が、ウル市の守護神ナンナの神殿での2つのスタンダードの設置や、ナンナ神に対する恐らくはグングヌム自身の像の奉納など、ウル市で行われている宗教活動に関連している。これらから、ウル市が完全にグングヌムによって確保されていたことに疑問の余地はなく、彼はウルの主要な神々やその神官と高官との関係を発展させることを通じて自らの権力を固める努力を続けていた。
ウル市の征服はイシンとラルサの間のパワーバランスに重大な影響を及ぼしたに違いない。この古の都を支配していることは、イシンがウル第三王朝の正統の後継者であることのイデオロギー的な基礎であり、同時に南にあるウル市の立地によって、この都市はペルシア湾を横断する交易網に繋がる交易と経済の中心地となっていた。また、この都市を支配するという名誉を得たことはグングヌムと彼の支配する王国にとって偉大な勝利であったが、にもかかわらず彼はウルの既存の組織（これらの多くがイシン王リピト・イシュタルによって任命された人々によって運営されていたにもかかわらず）の一貫性を尊重したように思われる。このことは、グングヌムの治世第13年の年名によって証明されている。この年の年名はニン・グブラガの神殿の女大祭司（high priestess）として、イシン王リピト・イシュタルの娘で以前からその地位にあったエンニンスンジ（Enninsunzi）を任命したことを記録している。加えて、リピト・イシュタルの前のイシン王イシュメ・ダガンの娘でナンナの女大祭司エンアナトゥマ（Enanatuma）がウルの宗教的権威としてグングヌム治世下にウル市に残留しており、彼女はグングヌムに対しいくつかの宗教的建造物を捧げさえしている。
ウル市がラルサの宗主権下に入った時期以降のイシンとラルサの間の軍事衝突についての更なる記録がある。これにはイシン王リピト・イシュタルと彼の将軍ナンナ・キアグ（Nanna-kiga）の間でやり取りされたとされる2通の文学的手紙があり、この中でナンナ・キアグは、グングヌムと彼の軍勢が「道沿いの建物を占拠し」複数の水路がその脅威に晒されているとして、その進軍を阻むためにリピト・イシュタル王からの増援を要請している。これらの手紙が実際の出来事を記述しているならば、それはグングヌムとリピト・イシュタルの両方が王位にあった時の、より高い次元の争いを証明している。前1924年にリピト・イシュタルが死んだ後、リピト・イシュタルの後継者ウル・ニヌルタの即位後に、グングヌムがこの新王がウルのニンガルの神殿への供物を送ることを許可した2つの事例が知られているように、時折緊張緩和の瞬間があったようだが、イシンとラルサの間の敵対的な関係はそのまま残った。

### キスッラと静穏な治世中期
同じ頃に統治者を変えたと思われるもう一つの地域はイシンの南東わずか20キロメートルに位置するそこそこの大きさの都市キスッラである。この都市はウル第三王朝の終焉以来、恐らくイシンの領土の一部であったであろう。しかしながら、イシン支配の長い期間の間、碑文や日付のある文書は発見されておらず、これまでの所キスッラから発掘された日付を持つ最古の文書はグングヌムの治世第10年、つまり前1923年のものである。これはほぼ確実にグングヌムがこの年にはキスッラ市を保持していたことを意味するが、この年がグングヌムがキスッラを占領した最初の年であるか、または占領がそれよりも前の時点で既に行われていたのかどうかを判定することはできない。いずれにしてもキスッラはラルサの支配下には長く留まることはなかった。この都市で発見された次の年名はイシン王ウル・ニヌルタの治世第4年（前1921年）に属するものであり、これはウル・ニヌルタの反撃によってキスッラ市が彼の手元に戻ったことを意味するに違いない。
キスッラの喪失の後、グングヌムの治世は平穏な段階に入ったようであり、少なくとも彼の治世第13年から治世18年の年名は専ら宗教的行事と灌漑用水路および神殿の建設にのみ関係している。これらには治世第16年のラルサ市のイナンナの神殿の建設と、治世第18年のカタッラ市のルガルキドゥナ神のための神殿の建設が含まれる。

### マルグイム、ウルク、ニップル

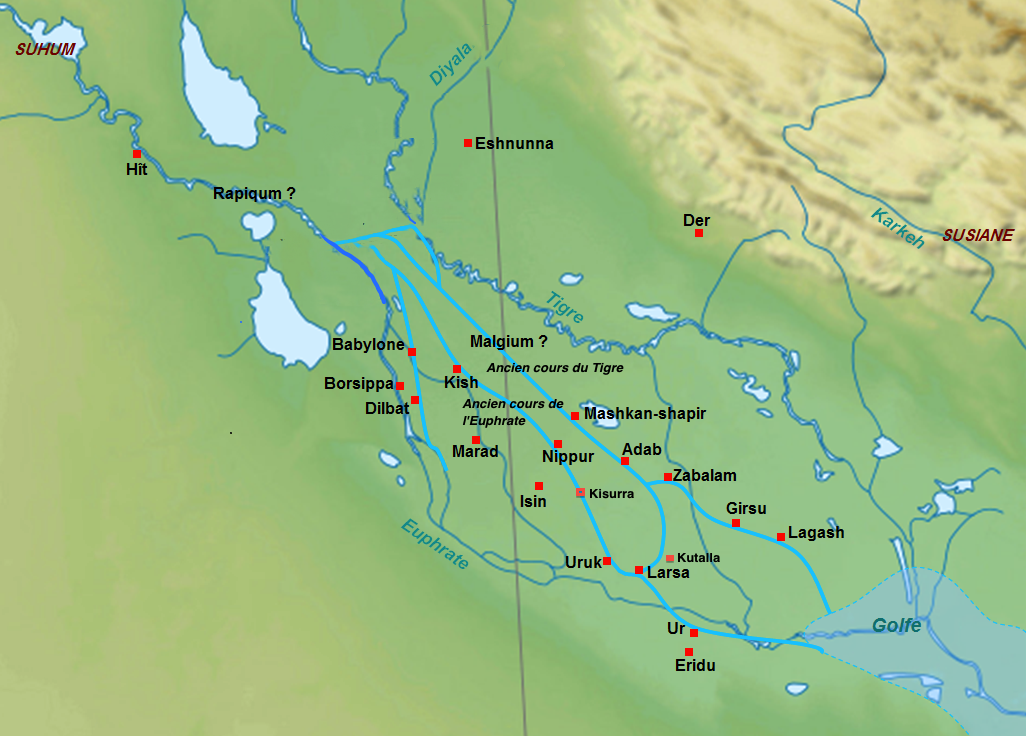
紀元前20世紀の南部メソポタミアの詳細地図

グングヌムの治世第19年（前1914年）の年名によれば、グングヌムはマルグイムの軍勢を撃破し、「道沿いの建物を確保して、アン神、エンリル神、ナンナ神の命により「山の運河の源流を解放した」。この二つの言説の正確な意味を判断するのは困難であるが、マルグイムがマシュカン・シャピルと、ティグリス川とディヤラ川の合流点よりも北の、ティグリス河岸のどこかに位置していたことから、マルグイムに対する勝利は、ティグリス川沿いに行われたグングヌムの北方遠征の実施を明確に示している。この地域はイシン市の北東に位置し、グングヌムがここへ侵入したことは、ラルサがいまやこれまで以上に北方まで達する軍事的勢力を持っていたことがわかる。アン、エンリル、ナンナに言及する同年の年名はグングヌム統治下でのラルサの拡張の更なる証拠である。これらの神々は名目としてはそれぞれウルク、ニップル、ウルの神である。この時点でグングヌムのウルでの権威は既に良く確立されていたが、他の二つの都市神への言及は、彼が更にウルク市とニップル市の権力を握った可能性があることを示している。ウルクの場合、ラルサのたった25キロメートル北東に位置し、かつてイシンによってリピト・イシュタルの時代まで保持されていたことが知られている。だが、リピト・イシュタルの死後、ウルク市の政治的地位は非常に不明瞭なものとなり、そしてグングヌムがこの都市を支配下に置くことができた可能性は明確に存在する。このようなシナリオはウンム・アル・ワウィヤ（Umm al-Wawiya）と呼ばれる土地で、グングヌムの名前が刻まれた煉瓦が発見されたことで更にあり得るものとなっている。ウンム・アル・ワウィヤはウルクのすぐ近くに位置しており、古代のデュルム（Durum）の町である可能性がある。グングヌムがウルクの目と鼻の先まで手を伸ばしているということは、彼がウルク市自体も支配していたという可能性を更に高めている。
一方で、ニップル市はイシン市の北30キロメートルに位置し、メソポタミアの聖地として名高い都市であった。ここにはシュメール神話とアッカド神話における最高神、嵐の神エンリルの神殿があった。このことにより、ニップル市の支配者はこの都市の統治をすることによって重要な政治的威信を帯び、エンリルの神権を持つという認識を得ることにより、「シュメールとアッカドの王」という称号を主張することができた。この称号は南部メソポタミア全体の支配権をほのめかすものであった。このニップル市の思想的重要性はこの都市の支配をグングヌムにとって魅力的な栄誉としたであろうし、事実彼がこの聖なる都市を最終的にイシンから奪い取り、自らの領域に組み込むことに成功したことを指摘する重要な証拠がある。年名上におけるエンリル神への言及とは別に、グングヌムがマルグイム市を撃破してから僅か2年後に作成した王碑文において、彼は「シュメールとアッカドの王」という称号を用いている（それ以前は「ウルの王」という限定的な称号のみ使用していた。）。同時に、同じ時期の二つの年名はニップル市付近に仮設された一連の建築活動に言及する。最後に、ニップル市を調査した考古学者たちはグングヌムによって作成されたウルの守護神ナンナの規範がどのようなものであるかを記述した讃美歌のコピーを発掘しており、奉納品を捧げる行列をエンリルの神殿へと先導している。エンリル神の聖域におけるこのラルサからもたらされた讃美歌の写本の存在は、ニップルの聖職部門がその宗教的規範を受け入れたことを示唆している。これはグングヌムがこの都市を揺り動かしていた時代のことであった可能性が最も高い。
これらの証拠は全て、グングヌムが少なくとも治世第19年以降ニップル市を支配していたことをほぼ確実なものとしているが、この聖地に対するラルサの支配がそれほど長く続いていない事も同様に明らかである。このことはイシン王ウル・ニヌルタのものである二つの年名によって明らかである。この年名はウル・ニヌルタが彼の手から失われたニップル市を奪回することに成功したことを強く示している。彼がどの外国勢力からニップルを奪回したのかについては記録されていないが、それがラルサ以外の国である可能性はほぼ無い。しかしながら、現存するウル・ニヌルタの年代順年名リストは不完全であり、イシンによるニップル市の奪回が、グングヌムの生前の出来事であるのか、或いは前1906年の彼の死以降の出来事であうるのか確定することは不可能である。

### 統治の強化、治世末期、そして死
マルグイムに対する勝利に続くグングヌムの年名はラルサ領内における防御施設網の改良に焦点が当てられており、統治の安定強化の時期であることを示唆している。治世第20年、グングヌムはウルで新しい大市門を建設し、翌年にはラルサ市自体の周囲に巨大な防御壁を完成させた。彼はこの業績を「シュメールとアッカドの王」という称号を記載した王碑文上で共に記念している。最後に、治世第22年と第23年の年名は要塞化された年ドゥンヌム（Dunnum）の建設活動、イシャルトゥム運河の掘削、そしてカ・ゲシュティン・アナ（Ka-Geštin-ana）の「偉大な壁」の完成に言及している。これらは恐らくニップル市の近郊に位置していた。
更に、グングヌムはこの頃また、キスッラ市の奪回にも成功したようであり、彼の治世第23年の年名を持つ文書がこの都市から発見されている。この時、キスッラ市がどの程度の期間ラルサの支配下に残っていたかは不明であるが、少し後のこの都市の文書にはグングヌムの死に言及する未確認の年名が使用されている。このことは、キスッラ市の地方行政がラルサに直接的に従属していたのか、あるいは前1900年頃のある時点で成立した地方王朝によって引き継がれたのかどうかに関わらず、グングヌムその人が治世の最後の瞬間までキスッラ市の地方政府の基準であったことを示している。
グングヌム治世の最後の5年間の年名は全て宗教活動と灌漑作業の問題に関わるものである。この期間に年老いたグングヌム王はラルサ市にニンシンナのための神殿を建設し、ウルのナンナ神殿のための銀製像を作り、更にギルス近郊のバ・ウ・ヘ・ガル（Ba-ú-hé-gál）運河を掘削した。グングヌムはこうして、比較的小国であったラルサをイシンの覇権を最終的に崩す地域的勢力へと変えた後、平和的な記録で彼の治世を締めくくっているように思われる。グングヌムが死ぬと、ラルサ王位はアビ・サレによって継承された。グングヌムと彼の詳しい関係は、利用可能な史料によって家族関係を知ることができないため、現在のところ不明である。とは言え、王位継承は秩序だっており、数多くの廷臣が新しい王の下で元の地位にとどまり、中断することなく奉仕を続けていたという事実が示すように、混乱もなかった。